# Illinois (album)
Illinois (stilizzato nella copertina: Sufjan Stevens Invites You To: Come On Feel the Illinoise a volte scritto Illinoise) è un concept album del cantautore indie-folk statunitense Sufjan Stevens, pubblicato il 4 luglio 2005 per la propria etichetta Asthmatic Kitty.

## Il disco
È il suo quinto album registrato in studio, le canzoni presenti sono riferite a posti, eventi e persone legate allo stato dell'Illinois oltre ad essere il suo secondo concept album dedicato ad uno stato statunitense, parte di una prevista serie di 50 album, uno per ogni stato, che era iniziata nel 2003 con l'album Greetings from Michigan, the Great Lake State. Stevens successivamente dichiarò che l'idea dei 50 album era stata uno scherzo.
Stevens registrò i brani dell'album in diversi posti di New York tra la fine del 2004 e gli inizi del 2005, usando mezzi di registrazione di bassa fedeltà audio e una varietà di strumenti musicali. Lo sviluppò dopo aver analizzato documenti letterari, penali e storici. Oltre ai vari riferimenti alla storia, geografia e attrazioni, ha incluso molti riferimenti alla sua forte fede cristiana. 
I disegni della copertina e i testi esplorano la storia, cultura, arte e geografia dello Stato.
La strumentazione varia e le sperimentazioni nei testi nel disco hanno invocato un confronto al lavoro di Steve Reich, Neil Young, e The Cure.
L'album fu promosso da un tour mondiale.

## Premessa, registrazione e tour
Stevens lanciò il suo progetto dei 50 album-stato nel 2003 con il suo quarto lavoro "Michigan" e scelse di focalizzare le registrazioni sull'Illinois perché "non si faceva un grande salto", e a lui piaceva lo stato perché lo considerava il "centro di gravità" del Midwest Americano. Prima di creare l'album, Stevens lesse opere letterarie degli autori dell'Illinois Saul Bellow e Carl Sandburg, studiò i registri dell'immigrazione e libri di storia sullo stato. Fece la cauta scelta di evitare eventi contemporanei e di focalizzarsi su temi storici, fece inoltre viaggi in svariate località dell'Illinois e chiese ad amici e a membri di forum in internet aneddoti riguardanti proprie esperienze vissute nello stato. Sebbene avesse iniziato a lavorare nel 2004 su canzoni sullo stato dell'Oregon e avesse brevemente considerato la pubblicazione di un disco sul Rhode Island, Stevens da allora non pubblicò più nessun album incentrato su uno stato americano, dichiarando nel 2009 in un'intervista alla rivista Paste che " tutto ciò era uno scherzo"; successivamente disse a Andrew Purcell del "The Guardian" nell'ottobre del 2009 che "non aveva scrupoli ad ammettere che si trattava di una trovata pubblicitaria". Una canzone sull'Arkansas, "The Lord God Bird", fu pubblicata con NPR e del materiale previsto per New Jersey e New York è diventato The BQE.
Tutte le canzoni di "Illinois" sono state scritte, composte, registrate, mixate e prodotte da Stevens, con la maggior parte delle composizioni registrate al The Buddy Project Studio in Astoria, nel Queens, e nel suo appartamento a Brooklyn. Come nei suoi precedenti lavori, Stevens registrò in varie location, con il piano di accompagnamento registrato nella St. Paul's Church a Brooklyn, archi e voci eseguiti negli appartamenti dei suoi collaboratori, l'organo elettrico registrato nel New Jerusalem Recreational Room in Clarksboro, New Jersey e il vibrafono suonato al Carroll Music Studios a New York. Stevens ha quasi totalmente creato l'album senza collaborazioni, concentrandosi su testi, prestazioni e tecnica creativa dell'album da solo. "Ero piuttosto di corte vedute durante la creazione di Illinois, trascorsi molto tempo da solo, un paio di mesi in isolamento lavorando nello studio. Lasciai che le cose germinassero e si coltivassero da sole, senza pensare per niente a un pubblico e a concerti".

## Accoglienza
I critici hanno elogiato l'album per i suoi testi e per le musiche complesse e in quanto rappresenta un'evoluzione rispetto agli album precedenti. È stato inserito da Metacritic tra gli album miglior usciti del 2005. Molti critici l'hanno inserito come tra "i migliori del decennio", tra loro il magazine Paste, la rivista Rolling Stone e la NPR (unione delle radio private Americane) L'album è stato inserito tra i 50 album più importanti del decennio 2001-2010.
L'album tuttora è il più grande riscontro commerciale di Stevens, primo suo lavoro ad entrare nella Billboard 200 e a raggiungere la vetta della Billboard Heatseekers Albums.

## Tracce
Testi e musiche di Sufjan Stevens.
1. Concerning the UFO Sighting Near Highland, Illinois - 2:08
2. The Black Hawk War, Or, How to Demolish an Entire Civilization and ... - 2:14
3. Come on! Feel the Illinoise!: Pt. 1: The World's Columbian Exposition - 6:45
4. John Wayne Gacy, Jr. - 3:19
5. Jacksonville - 5:24
6. A Short Reprise for Mary Todd,Who Went Insane, But for Very Good ... - 0:47
7. Decatur, Or, Round of Applause for Your Stepmother! - 3:03
8. One Last "Whoo-Hoo!" for thePullman - 0:06
9. Chicago - 6:04
10. Casimir Pulaski Day - 5:53
11. To the Workers of the Rock River Valley Region, I Have an Idea ... - 1:40
12. The Man of Metropolis Steals Our Hearts - 6:17
13. Prairie Fire That Wanders About - 2:11
14. A Conjunction of Drones Simulating the Way in Which Sufjan Stevens ... - 0:19
15. The Predatory Wasp of the Palisades Is out to Get Us! - 5:23
16. They Are Night Zombies!! They Are Neighbors!! They Have Come Back from - 5:09
17. Let's Hear That String Part Again, Because I Don't Think They Heard It - 0:40
18. In This Temple as in the Hearts of Man for Whom He Saved the Earth - 0:35
19. The Seer's Tower - 3:53
20. The Tallest Man, The Broadest Shoulders: Pt. 1: The Great Frontier/Pt. ... - 7:02
21. Riffs and Variations on a Single Note for Jelly Roll, Earl Hines, ... - 0:46
22. Out of Egypt, Into the Great Laugh of Mankind, And I Shake the ... - 4:21